# Station Blackrock
Station Blackrock   is een treinstation in Blackrock, een plaats in Dun Laoghaire-Rathdown ten zuiden van Dublin.
Het station werd geopend in januari 1835. Het ligt aan de eerste spoorlijn in het land, de Dublin and Kingstown Railway die in 1834 werd geopend. Het oorspronkelijke station werd in 1983 en in 2005 volledig verbouwd. Het wordt bediend door de forenzenlijn van DART die een kwartierdienst rijdt.